# Shūhō Myōchō

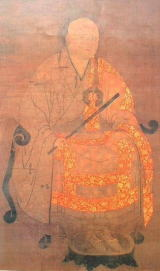
Portret Daitō Kokushiego z 1334 roku. Skarb Narodowy Japonii

Shūhō Myōchō (jap. 宗峰妙超; ur. 1283, zm. 1338) – japoński mistrz zen szkoły rinzai, znany także jako Daitō Kokushi (大燈國師). Wszystkie dzisiejsze linie przekazu w szkole rinzai pochodzą od jego nauczyciela i od niego.

## Życiorys
Urodził się w prowincji Harima w pobliżu dzisiejszej Osaki, w obecnej prefekturze Hyōgo. Był niezwykle rozwiniętym dzieckiem i mając 10 lat był bardzo rozczarowany światem. Kształcony był przez mistrza Winai. Poświęcił się studiowaniu nauk buddyjskich, głównie szkoły tendai na górze Shosha, ale nawet i one go w pełni nie zadowalały. Zaczął więc, jeszcze jako młody człowiek, praktykować medytację. Wkrótce udał się na pielgrzymkę po klasztorach i pustelniach Japonii.
W wieku 21 lat, około 1304 roku, przybył do Kioto i wstąpił do klasztoru Manju, prowadzonego wówczas przez Kōhō Kennichiego. Wytrwale praktykował i przeżył swoje pierwsze doświadczenie oświecenia, które zostało potwierdzone przez Kōhō. W tym też czasie usłyszał o mistrzu zen Nampo Jōmyō, który na zaproszenie byłego cesarza Go-Uda (後宇多, pan. 1274-1287) przybył w 1304 roku do Kioto. Shūhō został jego uczniem i gdy Nampo przeniósł się do Kamakury, aby poprowadzić Kenchō-ji, udał się tam razem z nauczycielem.
Po dziesięciu dniach od przybycia do Kamakury Shūhō doświadczył wielkiego oświecenia. Stało się to w momencie, gdy praktykował z kōanem znanym jako "bariera" Yunmena Wenyana (864-949). Zasadniczo cały ten kōan składa się z odpowiedzi trzech uczniów na pytanie postawione przez Cuiyana Lingcana, brata dharmicznego Yunmena: "Przez dłuższy czas ostatnio wygłaszałem dla was wykłady. Teraz powiedzcie mi, czy Cuiyan ma w ogóle brwi?" Pierwszy mnich powiedział: "Złodziej z pewnością wie w głębi serca, że jest złodziejem". Drugi mnich powiedział: "Raczej nie wypadły przy tej gadaninie, a bardziej urosły!" Yunmen nic nie mówiąc krzyknął: "Xian!" (jap. kan, "bariera"). Po koncentracji nad tym przypadkiem przez dziesięć dni Shūhō znalazł się nagle w stanie niedualności, w którym wszystkie przeciwieństwa były zgodne ze sobą i cała Dharma była całkowicie jasna. Oblany potem pobiegł do mistrza aby wyrazić swoje najgłębsze zrozumienie, ale zanim cokolwiek powiedział Nampo już wiedział, co się stało i rzekł: "Wczoraj śniło mi się, że wielki Ummon (chiń. Yunmen) osobiście przyszedł do mojego pokoju. I dzisiaj jesteś to ty - drugi Ummon". Shūhō zatkał sobie uszy i wybiegł z pokoju.
Następnego dnia powrócił przynosząc dwa wiersze:
| Po przeniknięciu bariery chmur, Żywa droga otwarła się na północy, wschodzie, południu i zachodzie. Wieczorem - odpoczynek, rankiem - włóczęga, ani gospodarz, ani gość. Z każdym krokiem zrywa się czysty wiatr. |

| Po przeniknięciu bariery chmur nie ma starej drogi, Lazurowe niebo i jasne słońce są moim rodzimym miejscem. Nieustannie zmieniające się koło wolnego działania jest trudne do osiągnięcia. Nawet pozłacany mnich [ Kaśjapa ] kłania się z szacunkiem i powraca. |

Aby potwierdzić jego doświadczenie Nampo przekazał uczniowi ceremonialną szatę (skt kaszaja, jap. kesa).
Nampo uczynił swojego ucznia spadkobiercą jego Dharmy, jednak poradził mu także, aby odczekał dwadzieścia lat z przyjmowaniem uczniów, a czas ten przeznaczył na medytację i pogłębianie swojego zrozumienia. Po śmierci nauczyciela w roku 1308 Shūhō przez jakiś czas oddał się praktykom pooświeceniowym. Przebywał w małej pustelni w głodzie i chłodzie w pobliżu Ungo-ji na Wschodniej Górze. Był całkowicie oddany tradycji zen i skopiował 30 tomów Keitoku dentōroku w ciągu zaledwie 40 dni. Wiadomo także, iż wiele następnych lat spędził przebywając wśród żebraków i biedoty na ulicach Kioto, aż do momentu, gdy cesarz Hanazono (花園, pan. 1308-1318) odnalazł go pod mostem w Gojo. Tradycyjnie uważa się, że zabrano Shūhō od razu do pałacu, gdzie obdarowano go mnisimi szatami. Cesarz został ostatecznie jego uczniem.
Shūhō wybudował w 1315 roku w dystrykcie Murasakino pustelnię, którą nazwał Daitoku (Wielka Cnota). Jego reputacja w Kioto rosła, a jego rozmowy i dyskusje z cesarzem Go-Daigo (後醍醐; 1318-1339) stawały się coraz bardziej serdeczne. Cesarz przeznaczył w 1324 roku spory i drogi grunt pod nowy klasztor Daitoku, którego budowę wspierali przyjaciele i dobroczyńcy. W 1325 r. odbyła się jego debata z mnichami szkół tendai i shingon, w której wywarł takie wrażenie na cesarzu, że podniósł status Daitoku-ji do poziomu Nanzen-ji. W lutym 1327 roku odbyła się ceremonia poświęcenia klasztoru w obecności dwu cesarzy, byłego - Hanazono, i obecnego - Go-Daigo. Opatem klasztoru został Shūhō.
Mistrz przebywał w klasztorze do końca swojego życia, z wyjątkiem 100 dni w 1331 roku, kiedy to udał się do Sōfuku-ji na Kiusiu, klasztoru dedykowanego pamięci Nampo Jōmyō, i został jego opatem.
W wieku 55 lat zachorował na śmiertelną chorobę. Przekazał prowadzenie klasztoru swojemu uczniowi nazwiskiem Tettō Gikō (1295–1369) i wyraził życzenie, aby nie budować mu stupy. Usiadł w pozycji medytacyjnej, jednak nie mógł przyjąć pozycji lotosu ze względu na problemy ze stopami. Tuż przed śmiercią udało mu się umieścić lewą stopę na prawym udzie, łamiąc przy tym kość. Napisał wtedy swój pożegnalny wiersz:
| Odciąłem wszystkich Buddów i patriarchów; Rozwiane włosy [miecza] są zawsze lśniące; Kiedy koło wolnego działania się obróci, Próżna pustka zazgrzyta swoimi zębami. |

## Linia przekazu Dharmy zen
Pierwsza liczba oznacza liczbę pokoleń od Pierwszego Patriarchy chan w Indiach Mahakaśjapy.
Druga liczba oznacza liczbę pokoleń od Pierwszego Patriarchy chan w Chinach Bodhidharmy.
Trzecia liczba oznacza początek nowej linii przekazu w innym kraju.
- 52/25. Songyuan Chongyue (1139–1209
  - 53/26. Wuming Huixin (1160–1237)
    - 54/27. Lanxi Daolong (1213–1278)

  - 53/26. Yun’an Puyan (1156–1226)
    - 54/27. Xutang Zhiyu (1185–1269)
      - 55/28/1. Nampo Jōmyō (1235–1309) (także Shōmyō; Daiō Kokushi) Japonia. Szkoła rinzai.
        - 56/29/2. Hōō Soichi (1274–1357)
          - 57/30. Daichū Sōshin (bd)
            - 58/31. Gettan Sōkō (1326–1389)

        - 56/29. Shūhō Myōchō (1282–1338) (także Daitō Kokushi)
          - 57/30. Tettō Gikō (1295–1369)
            - 58/31. Gongai Sōchū (1315–1390)
              - 59/32. Kesō Sōdon (1352–1428)
                - 60/33. Ikkyū Sōjun (1394–1481)
                - 60/33. Yōsō Sōi (1379–1458)
                  - 61/34. Shumpo Sōki (1416–1496)
                    - 62/35. Jitsuden Sōshin (1434–1507)
                      - 63/36. Kogaku Sōkō (1465–1548)
                        - 64/37. 
                          - 65/38. Shōrei Sōkin (1489–1568)
                            - 66/39. Kokei Sōchin (1515–1597)
                            - 66/39. Shun’oku Sōen (1529–1611)
                              - 67/40. Kōgetsu Sōgan (1574–1643)
                              - 67/40. Kobori Enshū (bd)

                            - 66/39. Ittō Shōteki (1539–1612)
                              - 67/40. Takuan Sōhō (1573–1645) nie zostawił spadkobierców

          - 57/30. Kanzan Egen (także Muso Daishi) (1277–1360)